# Renown (Schiff, 1798)
Die Renown, auch HMS Renown, war ein nominell 74-Kanonen-Linienschiff 3. Ranges der Northumberland-Klasse der britischen Marine, das von 1798 bis 1811 in Dienst stand.

## Allgemeines
Sie Schiff sollte ursprünglich Royal Oak heißen, wurde aber am 15. Februar 1796, noch vor ihrer Kiellegung, in Renown umbenannt.
Das Schiff lief am 2. Mai 1798 auf der Werft von Dudman in Deptford (heute Teil von London) vom Stapel. Nach Fertigstellung diente es 1800 und 1801 als Flaggschiff des Admirals Sir John Borlase Warren, zunächst im Ärmelkanal, dann auch bei dem fehlgeschlagenen Angriff auf Cádiz im Jahre 1801, und danach, mit reduzierter Bewaffnung, im Mittelmeer. In dieser Zeit tat der spätere Admiral Charles John Napier als Midshipman Dienst auf der Renown. Das Schiff wurde 1805 in Plymouth überholt, versah dann bis 1807 wieder Blockadedienst vor der nord- und westfranzösischen Küste und danach im Mittelmeer.
1811 wurde die Renown in Plymouth außer Dienst gestellt und dort ab 1814, umbenannt in Royal Oak, als Hulk benutzt. Der Rumpf wurde im Mai 1835 abgewrackt.

### Liste der Kommandanten
| Nr. | Name                          | Beginn der Amtszeit | Ende der Amtszeit |
| --- | ----------------------------- | ------------------- | ----------------- |
| 1.  | Captain Albemarle Bertie      | August 1798         | November 1799     |
| 2.  | Captain Thomas Eyles          | November 1799       | Oktober 1800      |
| 3.  | Captain John Chambers White   | Oktober 1800        | 1804              |
| 6.  | Captain Pulteney Malcolm      | 1804                | März 1805         |
| 5.  | Captain Richard Strachan      | März 1805           | März 1806         |
| 6.  | Commander William Hellard     | März 1806           | März 1806         |
| 7.  | Captain Philip Charles Durham | März 1806           | Juli 1807         |
| 8.  | Captain Thomas Alexander      | Juli 1807           | Oktober 1807      |
| 9.  | Captain Philip Charles Durham | Oktober 1807        | 1812              |